# Warder (Kreis Segeberg)

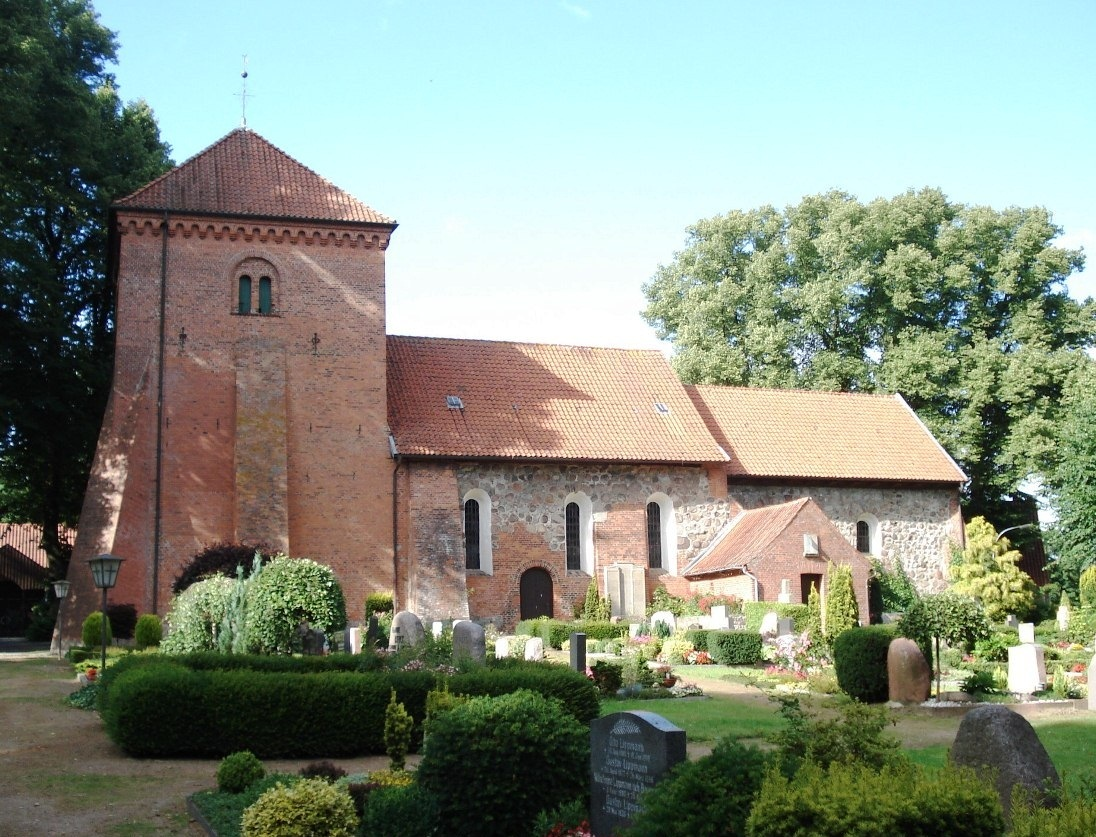
Die 1198 erstmals erwähnte Kirche zu Warder in Warder (Kreis Segeberg) – eine der Vicelinkirchen

Das Kirchdorf Warder – nach einer Lokalsage gegründet um 1100 durch lombardische Flüchtlinge – liegt 7 km nordöstlich von Bad Segeberg an der Bäderstraße B 432 Richtung Ostsee/Scharbeutz und gehört zur Gemeinde Rohlstorf. Die Kirche zu Warder ist ca. 850 Jahre alt und gehört zu den nach dem Missionar Vizelin benannten sogenannten Vicelinkirchen. Warder liegt idyllisch am Wardersee und ist ein beliebtes Ausflugsziel (Gasthof am See) für Auto- und Radfahrer.
Auf der kleinen, dem Ort vorgelagerten Halbinsel im Wardersee (und nicht, wie früher angenommen, bei Gnissau) lag wahrscheinlich der bischöfliche Edelhof aus dem 10. Jahrhundert, erwähnt in der Slawenchronik des Helmold von Bosau als Nezenna, der mit dem Oldenburger Bischofssitz im Slawenaufstand von 983 verloren ging. Bei Grabungen des Landesmuseums Schloss Gottorf 1960 an dieser Stelle unter Leitung von Karl Wilhelm Struve fanden sich außer hölzernen Hausfundamenten viele mittel- und spätslawische Scherben der Wagrier bzw. Abodriten sowie zahlreiche Flintwerkzeuge aus der Jungsteinzeit.
Da Werder bzw. Warder ein althochdeutsches Wort für Insel ist (in vielen Ortsnamen erhalten), dürfte diese kleine Halbinsel auch Namensgeberin des Ortes und des Sees sein.
Koordinaten: 53° 58′ 46″ N, 10° 22′ 46″ O